# SMS Prinz Heinrich (1900)
«Принц Ге́нрих» (нем. Prinz Heinrich) — броненосный крейсер германского императорского флота времён Первой мировой войны. Проект получил развитие в типе «Принц Адальберт».

## Проектирование и постройка
«Фюрст Бисмарк» как крейсер был слишком тихоходен и нёс слишком тяжёлое и не скорострельное вооружение, а как броненосец был откровенно слаб: был недостаточно бронирован и слабо вооружён (даже по германским меркам).
Военно-морские специалисты кайзеровского флота пришли к выводу, что на каждую эскадру броненосцев необходим эскадренный крейсер-разведчик. Началась проектирование большого крейсера — корабля для действий при эскадре, при этом он должен быть дешевле чем SMS Fürst Bismarck, поэтому отказались от обшивки подводной части деревом и мюнц-металлом. Проектное водоизмещение уменьшили на 1900 тонн. Энергетическая установка была большей на 1500 л. с. мощности он из-за применения котлов Дюрра вместо смешанной котельной установки на «Фюрст Бисмарке» была легче. Всё это предпринято, для того «Принц Генрих» имел ход выше, чем у современных броненосцев. За счёт ослабления бронирования, вооружения и уменьшения дальности хода скорость довели до 20 узлов. Экономия водоизмещения заставила отказаться от боевых марсов.

## Конструкция

### Вооружение
На крейсере стояли две 240 мм пушки (такие же как на броненосцах типа «Виттельсбах») в одноорудийных башнях в носовой и кормовой части. Орудия имели угол возвышения 30°, угол склонения −4°. Это позволяло вести огонь на 16 900 м. Боезапас главного калибра включал в себя 75 выстрелов на ствол — в сумме до 150 снарядов и зарядов. Орудия стреляли двумя типами снарядов одинакового веса по 140 кг, делая до четырёх выстрелов в минуту. Практическая скорострельность составляла 2 выстрела минуту, то есть из своих двух пушек он мог выпускать даже больше снарядов в минуту чем «Фюрст Бисмарк» из своих четырёх.
Артиллерия среднего калибра состояла из 10 скорострельных орудий калибра 150 мм/40. Орудия имели угол возвышения 30°, угол склонения −4°. Боезапас составлял 1200 снарядов. Орудия имели максимальную дальность стрельбы 13 700 м. Четыре орудия располагались в четырёх одноорудийных башнях с электрическим приводом, остальные в казематах.
К вспомогательной артиллерии относились десять 88-мм скорострельных орудий на лафете с вертикальной цапфой (центральным штыревым отверстием) типа С/89, с длиной ствола 30 калибров. Угол вертикального наведения 88-мм орудий равнялся —10° + 20°, дальность прицельного выстрела 38 кабельтовых (6890 м), боезапас 250 выстрелов на ствол.
Для вооружения десантных партий имелись 297 винтовок mod. 98 и 80 револьверов mod. 79, заменённых впоследствии пистолетами М.1904.

### Бронирование
Главный броневой пояс шириной два метра простирался по ватерлинии от минус второго шпангоута до форштевня. Над водой пояс возвышается на 0,6 м. Толщина плит в пределах цитадели составляла 100 мм, в оконечностях 80 мм. Броневые плиты крепили на тик толщиной 50 мм.
Над поясом возвышалась шестиугольная в плане и защищённая 100-мм броней цитадель. На цитадели стояли четыре башни (по две на борт) среднего калибра.
Башни главного калибра: вертикальная 150 мм, крыша 30 мм.
Башни среднего калибра имели стены толщиной 100 мм.
Носовая боевая рубка: стены 150 мм, крыша 30 мм, кормовая — 12 мм.
Толщина горизонтальной брони палубы в пределах цитадели 40 мм, скосы имели толщину 50 мм и примыкали к нижнему краю пояса. Вне цитадели палуба и скосы имели толщину 80 мм.
Подобная защита обеспечивала хорошую боевую устойчивость против града среднекалиберных фугасных снарядов.

### Силовая установка
Три 4-цилиндровые паровые машины тройного расширения вращали три винта различного диаметра: средний четырёхлопастной ⌀ 4,28 м, два бортовых четырёхлопастных ⌀ 4,65 метровых. Полный запас угля 1590 тонн, нормальный 900. Проектная мощность силовой установки: 15 000 л. с. Проектная скорость — 20 узлов. Хотя на ходовых испытаниях машины Prinz Heinrich достигли мощности 15 694 л. с. (11 703 кВт), но максимальная скорость составила всего 19,9 узла (36,9 км/ч, 22,9 миль/ч).
Пар вырабатывали 14 трёхтопочных водотрубных паровых толсто-трубных котлов Дюрра с давлением 15 атм., расположенные в четырёх котельных отделениях. Общая поверхность нагрева составляла 4197 м², площадь колосниковых решёток 94,5 м². Котлы были изготовлены на трубокотельной фабрике в Дюссельдорфе.
Дымовые котлы из двух носовых котельных отделений выходили в круглую носовую трубу, а кормовые выходили в овальную в плане кормовую.
Нормальный запас топлива 900 т, максимальный — 1590 т. Дальность плавания составляла 2290 морских миль (4240 км) на ходу 18 узлов (33 км/ч) и 4580 миль на ходу 10 узлов при максимальном запасе.
Электроэнергию крейсеру обеспечивали четыре динамо-машины общей мощностью 246 кВт, напряжением 110 вольт.

## История
Довоенная служба крейсера заключалась в отработке тактики разведывательной службы при флоте. Крейсер с июля 1902 года стал разведывательным кораблём 1-й броненосной эскадры. В августе 1902 года он сопровождала SMY Hohenzollern с императором Вильгельмом II на борту до Ревеля, где он принимал участие в совместных манёврах флота с кораблями Императорского российского флота. 22 сентября 1903 года образовано 1-е Разведывательное соединение и Prinz Heinrich становится первым флагманом этого объединения. В него помимо Генриха входили бронепалубный крейсер Victoria Louise и восемь малых крейсеров. В январе 1904 года крейсер и два пассажирских судна отправились в норвежский город Олесунн после пожара, который разрушил город. Корабли привезли продукты и медикаменты в порт и экипажи оказывали помощь жителям. В 1905 году переведён во 2-е Разведывательное соединение к новому крейсеру SMS Friedrich Carl. В этом подразделении также были малые крейсера Arcona, Hamburg и Amazone, и оно было прикреплено к II-й броненосной эскадре. 1-е Разведывательное соединение, состоящее из броненосного крейсера и трёх малых крейсеров, было прикреплено к 1-й броненосной эскадре.